# Josep Palau i Francàs
Josep Palau i Francàs (Ripoll, 1926 - Calonge 30 d'agost de 2012) fou un enginyer i empresari català.
Pertanyia a una família amb tradició metal·lúrgica, i el 1939 es traslladà a Barcelona per estudiar oficialia mecànica a les Escoles Salesianes de Sarrià. El 1944 va ingressar a l'Escola de Pèrits de Terrassa, on es graduà en peritatge industrial el 1949. Va alternar els estudis amb el treball a l'AEG de Terrassa.
El 2002 va rebre la Creu de Sant Jordi per l'impuls tan rellevant que ha donat, des de la seva fundació el 1951 de l'empresa Soler & Palau SA, de Ripoll. Aquesta firma, líder mundial en el sector dels aparells de ventilació, té un reconegut prestigi a més de seixanta països i contribueix, doncs, a la projecció de la indústria catalana i a l'increment del seu potencial exportador. També ha rebut la Medalla President Macià de 1991 i la Medalla al Mèrit en el Treball de 1999.